# Ван Лёйк, Патрик
Патрик Джермейн Хершель ван Лёйк (нидерл. Patrick Jermaine Herschel van Luijk; род. 17 сентября 1984, Спейкениссе) — нидерландский легкоатлет, специалист по бегу на короткие дистанции. Выступал за сборную Нидерландов по лёгкой атлетике в 2006—2016 годах, чемпион Европы, многократный победитель и призёр первенств национального значения, участник двух летних Олимпийских игр.

## Биография
Патрик ван Лёйк родился 17 сентября 1984 года в городе Спейкениссе, Нидерланды, в семье матери-голландки и отца-ямайца. В детстве увлекался футболом, играл за несколько местных команд, некоторое время провёл в юношеских составах «Фейеноорда» и «Дордрехта». При этом профессиональным футболистом не стал, решив сосредоточиться на учёбе.
В течение трёх лет серьёзно занимался единоборствами, а с 2004 года стал выступать в спринтерских дисциплинах лёгкой атлетики.
В 2006 году вошёл в основной состав нидерландской национальной сборной и выступил на чемпионате Европы в Гётеборге, где дошёл до четвертьфиналов в беге на 200 метров и занял восьмое место в эстафете 4 × 100 метров.
Благодаря череде успешных выступлений в 2008 году удостоился права защищать честь страны на летних Олимпийских играх в Пекине — вышел в финал эстафеты 4 × 100 метров, но там их команда была дисквалифицирована.
В 2009 году бежал 60 метров на чемпионате Европы в помещении в Турине, выступил в беге на 200 метров и в эстафете 4 × 100 метров на чемпионате мира в Берлине.
В 2011 году стартовал в дисциплине 60 метров на чемпионате Европы в помещении в Париже, в эстафете 4 × 100 метров на чемпионате мира в Тэгу.
В 2012 году на чемпионате Европы в Хельсинки вместе с соотечественниками Брайаном Мариано, Чуранди Мартина и Джованни Кодрингтоном превзошёл всех соперников в программе эстафеты 4 × 100 метров и завоевал золотую награду, тогда как в беге на 200 метров получил серебро. На Олимпийских играх в Лондоне в эстафете 4 × 100 метров с теми же партнёрами занял в финале пятое место.
В 2015 году бежал эстафету 4 × 100 метров на чемпионате мира в Пекине.
В 2016 году занял четвёртое место в эстафете 4 × 100 метров на чемпионате Европы в Амстердаме.
Завершил спортивную карьеру по окончании сезона 2020 года.